# جولیان نیهوز
جولیان نیهوز (انگلیسی: Julian Niehues؛ زادهٔ ۱۷ آوریل ۲۰۰۱) بازیکن فوتبال است.